# Josep Busquet

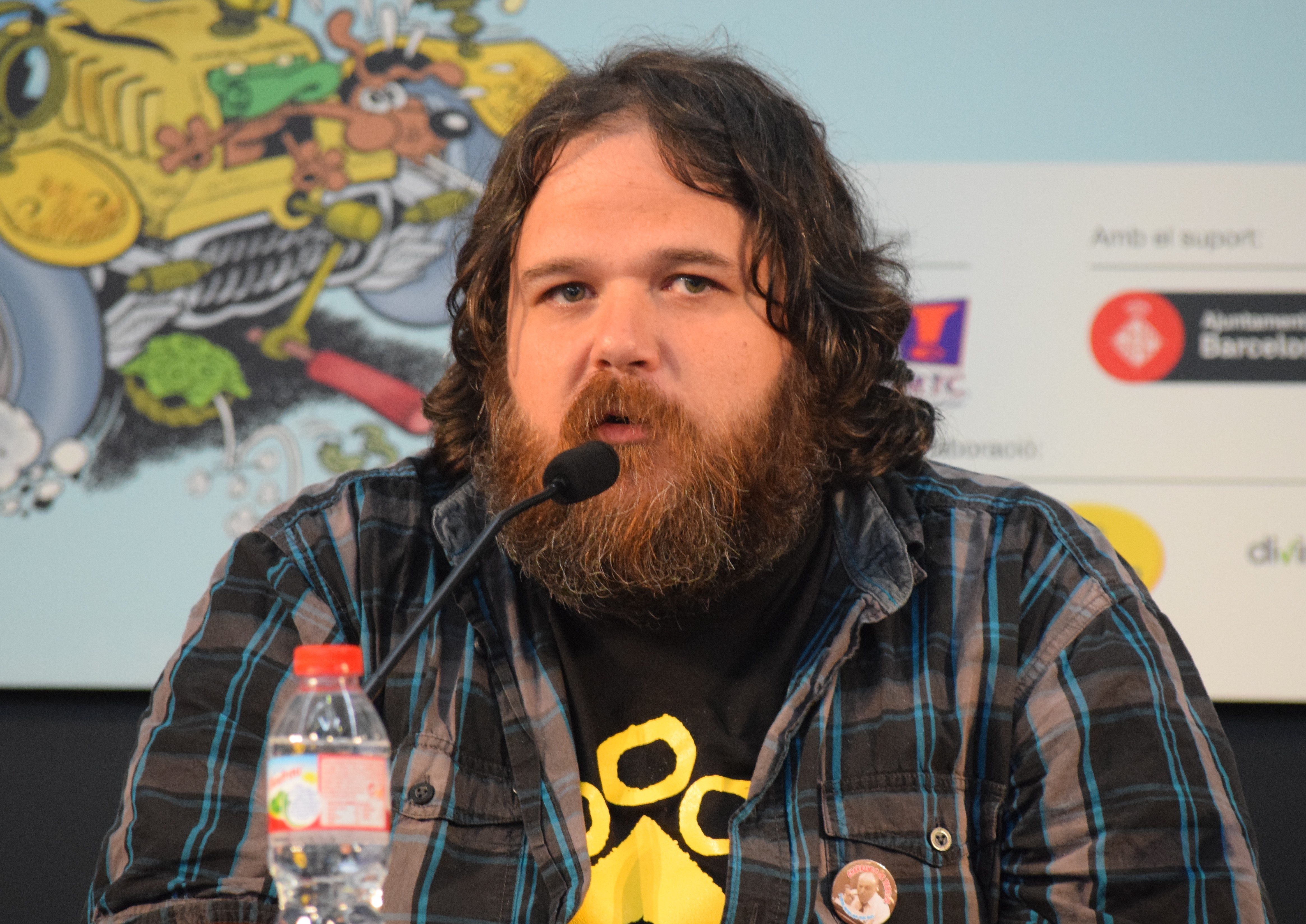
Josep Busquet, en el Salón Internacional del Cómic de Barcelona de 2016.

Josep Busquet Mendoza (Barcelona, 1975) es un dibujante y guionista de cómics español.

## Biografía
En 1990, ingresó en la Escuela de Cómic JOSO y comenzó a publicar sus propios fanzines autoeditados. 
En 1996 comenzó a trabajar profesionalmente para Camaleón Ediciones, produciendo la serie Manticore con Ramón F. Bachs, y un ensayo sobre la obra del marionetista Jim Henson:  La diferencia entre arriba y abajo.
Obtuvo el puesto de redactor en Ediciones El Jueves.
En 2005 crea, junto a Iván Sarnago uno de los primeros webcómics de éxito en España:  Pollo Letal, cuyas tiras llegan a publicarse en un tomo recopilatorio unos años después.
En 2008 publicó La revolución de los pinceles con dibujos de Pere Mejan. Éste obtuvo los galardones al mejor dibujo y el Josep Toutain al autor revelación en el Salón del Cómic de Barcelona.
Desde el año 2019 tiene una sección llamada: "El Experto" en el canal de Youtube de juegos de mesa y rol de Juegorrinos en la cual hace vídeos en clave de humor, llenos de gags y bromas sobre este mundillo.
En 2021 escribe junto a José Joaquín Rodríguez el manual Aprende a escribir guiones para Dolmen Editorial.

## Obra
- 1995 The cactus enigma, en "Asmatic Storys" (Fanzine, número único)
- 1996 Manticore, con Ramón F. Bachs. Camaleón Ediciones.
- 1996 La diferencia entre arriba y abajo. El Gran Libro de los Muppets, Camaleón Ediciones.
- 1997 Manticore: Underworld Attacks!, con Ramón F. Bachs. Camaleón Ediciones.
- 1997 The Lobeznos Japan Tour, con Elías Sánchez. Ediciones Glénat.
- 1998 Manticore: Rashsushcan, con Ramón F. Bachs. Camaleón Ediciones.
- 1998 Saturn Babe, con Ramón F. Bachs. Planeta.
- 1998 Fedor Stratocuster y Hallelujah Jones, con Albert Xiqués. Camaleón Ediciones.
- 1998 Mektan, con VV. AA. Camaleón Ediciones.
- 1999 Fanhunter: Goldenpussy, con Ramón F. Bachs. Planeta.[1]
- 1999 Uno: Todos para Uno. Amaníaco Ediciones.
- 1999 Josep Busquets Scriptbook. Kaleidoscope.
- 2000 Comic Store en Amaníaco n.º 9, Amaníaco Ediciones.
- 2000 Gillhooley: Una segunda oportunidad en Extra Cimoc 2000, Norma Editorial.
- 2002 ?? ?? en Amaniaco nº12, Amaníaco Ediciones.
- 2003 Historia de Piera. Ayuntamiento de Piera.
- 2004 Dixie (Fanzine, número único). Autoedición.
- 2005-2007 Pollo Letal, con Iván Sarnago (Cómic Online).[3]
- 2006 El misterio de las facturas sin pagar en Penthouse Comix
- 2007 No es fácil decir adios en Penthouse Comix
- 2007 No es lo que parece en "Eros Comix" nº64. Dolmen Editorial.
- 2007 Ace "Tornado" Stevens y la Princesa de Dhang Whey Zhu en "Eros Comix" nº65. Dolmen Editorial.
- 2007 Lobos: Quien roba a un ladrón... en "Dos veces breve - Especial Iberomanga", Ariadna Editorial
- 2007 Amaniaco (Tercera época) n.º 1. 2007, Amaníaco Ediciones.
- 2007 Amaniaco (Tercera época) n.º 2. 2007, Amaníaco Ediciones.
- 2008 Con Uno Basta, Fargons & Gorgons y Magical Slumpin´  Girls en Amaniaco (Tercera época) n.º 3.  *2008 La Revolución de los pinceles. 2008, Dolmen Editorial.
- 2016 La magia del Fútbol' con Alex Santaló. Panini Cómics.
- Desde 2016, guion de Actividad extraescolar, webcómic[4] ilustrado por Manu Ortega.